# Без каяття (роман)
Без каяття — роман-трилер, написаний Томом Кленсі та опублікований 11 серпня 1993 року. Дія роману розгортається під час війни у В'єтнамі та розкриває історію походження Джона Кларка, одного з персонажів, якого Кленсі проводить через низку своїх творів.
Роман представляє Кларка як колишнього морського котика з іменем Джон Келлі та пояснює причини, через які він змінив своє ім'я. Книга дебютувала під номером один у списку бестселерів «Нью-Йорк таймс».

## Сюжет
У 1970 році колишній «морський котик» Джон Келлі, який нещодавно втратив свою вагітну дружину Патрісію в автомобільній аварії, підбирає автостопницю на ім'я Пем по дорозі до свого дому на острові Баттері в Чесапікській затоці. Маючи багато спільного, обох переслідують тяжкі спогади з минулого, вони швидко стають коханцями, і з часом Келлі дізнається її повне ім'я — втікачку звати Памела Медден; вона через примус стала наркоманкою і повією; і щойно втекла від свого наркоторговця/звідника Генрі Такера. Келлі з допомогою лікарів Сема та Сари Розен допомагає Пем реабілітуватися від впливу барбітуратів та наслідків тортур. Через кілька тижнів після одужання Келлі та Пем їдуть до Балтимора для подальшого лікування. Келлі проводить розвідку по околицях, де працюють її сутенери. Один з них впізнає Пем і переслідує їх у автомобільній погоні. Келлі важко поранений пострілом з дробовика, а Пем знову схопили, потім піддали тортурам, груповому зґвалтуванню та показово жорстоко вбили.
У В'єтнамі американський дрон-мішень, що виконує розвідувальну місію, фотографує полковника ВПС Робіна Захаріаса, якого тримають як військовополоненого в таємному таборі, що належить народній армії В'єтнаму (НВА). Захаріас володіє секретними знаннями та був оголошений в'єтнамцями убитим у бою, з цього адмірал Датч Максвелл робить висновок, що це означає неможливість звільнитись через обмін військовополоненими і задумає організувати секретну місію порятунку для Робіна, а також для інших американських військовополонених, яких тримають у цьому таборі. Радянський полковник Микола Гришанов допитує полонених, щоб дізнатись від них державні таємниці; пізніше він намагається переконати свій уряд щодо транспортування Захаріаса та інших полонених до Радянського Союзу, посилаючись на їхню розвідувальну цінність. Проте тертя між радянською владою та північнов'єтнамцями призвели до того, що останні вирішили вбити військовополонених.
Тим часом Келлі в лікарні оговтується від поранення за допомогою доктора Розена та його головної медсестри Сандри «Сенді» О'Тул. Поклявшись помститися людям, що винні у смерті Пем, він починає особисту війну з наркогрупою Такера, ліквідувавши декількох наркоторговців і врятувавши кілька жінок-наркоманок. Він залучає Розена та О'Тул, щоб допомогти реабілітувати одну з врятованих повій, Доріс Браун. Пізніше він отримує більше інформації про наркоугруповання, жорстоко катуючи одного з убивць Пем, використовуючи барокамеру, призначену для імітації умов глибоководного занурення; потім залишає того помирати від наслідків кесонної хвороби. Однак його специфічний Modus Operandi (спосіб дій), включно з професійним умінням у ближньому бою, тактичне маскування під безхатька, ретельний збір розвідданих і використання глушників для вогнепальної зброї, привертає увагу місцевих слідчих, зокрема Еммета Раяна, який розслідував спочатку поранення Келлі та подальшу смерть Пем.
Пізніше до Келлі звернувся адмірал Максвелл, бажаючи, щоб він виступив як розвідник-провідник для рятувальної місії, що має на меті звільнити Захаріаса та інших американських військовополонених, оскільки Келлі знайомий із місцевістю, ще з часів перебування в армії і раніше вже перебував у тилу ворога, де зміг врятувати сина адмірала Максвелла. Келлі призупиняє свою особисту вендету та їде до В'єтнаму, щоб допомогти рятувальній місії висадитись у джунглях поблизу табору військовополонених та врятувати їх. Але «Кріт» КДБ повідомляє в свій центр інформацію про рятувальну місію, якраз вчасно щоб зірвати її. Келлі в останній момент скасовує прибуття штурмової групи і завдяки випадковості йому вдається захопити полковника Гришанова та важливі документи під час втечі.
У захоплених документах знаходять повідомлення, адресоване в'єтнамським військовикам, яке розкрило плани про рятувальну операцію, тим самим зірвавши її. У цьому повідомленні навіть цитувалася секретна кодова назва операції, «Зелений Самшит» (англ. Boxwood Green). Ця знахідка доводить, що операція була зірвана через витік інформації від обмеженого кола посвячених у планування. ЦРУ використовує метод «пастки для канарки» для пошуку джерела витоку. Для цього трьом підозрюваним повідомляють три різні важливі сюжети, і потім почувши від резидента КДБ один з них, визначають шлях витоку. Телефон знайденого підозрюваного негайно починають прослуховувати і отримують підтвердження його зрадницької діяльності.
Полковника Гришанова та захоплені разом з ним документи потім використовують як важіль для переговорів про переведення полковника Захаріаса та інших в'язнів до загального табору американських полонених «Ханой Хілтон», чим буде врятовано їх від таємної розправи.
Після повернення з В'єтнаму Келлі продовжує свою місію. Він дізнається, що Доріс, яка ледь одужала, та її батька вбили наймані вбивці з метою запобігти її свідченням про злочини банди наркоторговців. Проаналізувавши збіги, Келлі робить висновок, що існує корумпований поліціянт, який передає банді Такера інформацію про свідків, що можуть зашкодити банді. Також Келлі вираховує спосіб постачання героїну до США — цей вантаж контрабандою доправляється до США в трупах загиблих американських солдатів.
Тим часом ЦРУ намагається завербувати Келлі після його дій у В'єтнамі, вони погоджуються допомогти йому уникнути юридичних проблем в обмін на ліквідацію «крота», який зірвав операцію у В'єтнамі. Оскільки поліція, розслідуючи численні вбивства наркоторговців, вже натрапила на його слід, то Келлі не має вибору. Він примушує «крота», яким був помічник спеціального радника з національної безпеки, вчинити самогубство, але не отримує від нього інформацію про шлях витоку інформації, цим самим убезпечивши більш високопоставленого зрадника — помічника сенатора та антивоєнного активіста, завербованого КДБ. Келлі поспішає завершити свою вендету, нарешті вбивши Такера та його решту банди. Корумпований лейтенант поліції Марк Харон, який повідомляв злочинцям інформацію, розуміє, що викриття злочинців ставить його під удар і вирішує вбити тих, хто міг би його викрити, але злочинці випереджають його та вбивають.
Лейтенант поліції Еммет Раян приходить до висновку, що Келлі і є розшукуваним вбивцею, який нападає на торговців наркотиками. Він зустрічається з ним на човні, де Келлі зізнається. Він домовляється з детективом про ще одну годину волі, перш ніж його заарештують. Еммет Раян погоджується, але Келлі починає втечу, під час якої попадає в аварію, перекинувши човен. Цим він імітує свою смерть, щоб почати нове життя, як агент ЦРУ, під іменем Джона Кларка. Через кілька місяців він непублічно відновлює контакт з медсестрою О'Тул і одружується з нею. Через три роки Захаріаса та його товаришів-полонених звільняють після припинення участі Америки у війні у В'єтнамі.

## Персонажі

### Балтимор
- Джон Терренс Келлі: колишній морський котик, пізніше штатний співробітник Центрального розвідувального управління під ім'ям Джон Кларк.
- Памела «Пем» Медден: коханка Келлі. Такер примусив її до проституції та допомоги в розповсюдженні наркотиків. Не встигла потрапити у наркотичну залежність і спробувала втекти від Генрі Такера.
- Доктор Сем Розен: професор нейрохірургії в Університеті Джонса Гопкінса.
- Доктор Сара Розен: фармаколог і професор Університету Джонса Гопкінса, дружина доктора Сема Розена.
- Сандра «Сенді» О'Тул: вдова війни у В'єтнамі та практикуюча медсестра в лікарні Джона Гопкінса.
- Генрі Такер: сутенер і лідер балтиморської наркогрупи. Можливо, цього персонажа надихнув Френк Лукас[en]. Такер, як і реальний Лукас, є афроамериканським наркобароном, який займається контрабандою героїну в Сполучені Штати за допомогою військово-транспортних літаків.
- Вільям «Біллі» Грейсон: наркодилер, який працює на Такера.
- Тоні Пьяджі: торговець наркотиками, член балтиморської мафії та головний розповсюджувач героїну Такера.
- Доріс Браун: подруга Пем, яку також примусив Такер до проституції та допомоги в розповсюдженні наркотиків.
- Лейтенант Еммет Раян: лейтенант Балтиморського відділу поліції (відділ вбивств) і батько Джека Раяна. Сам Джек також короткочасно з'являється в романі, щоб оголосити батькам про своє рішення вступити до морської піхоти.
- Лейтенант Марк Харон: лейтенант відділу поліції Балтимора (відділ боротьби з наркотиками), інформатор на зарплаті Такера.
- Мануель «Португалець» Ореза: інтендант першого класу берегової охорони Сполучених Штатів, друг Келлі. Переслідував Келлі, коли той імітував свою смерть; вірить, що Келлі мертвий.

### В'єтнам
- Полковник Робін Захаріас: пілот винищувача-бомбардувальника ВПС Сполучених Штатів, який раніше допомагав у розробці військових планів Командування стратегічної авіації і тому є носієм державних таємниць. Захоплений армією Північного В'єтнаму під час атаки літака з групи «Wild Weasel» на в'єтнамські комплекси ЗРК.
- Полковник КДБ Микола Євгенович «Коля» Гришанов: російський слідчий у таборі для військовополонених, який допитував Робіна Захаріаса.
- Віцеадмірал Вінслоу «Голландець» Максвелл: помічник начальника військово-морських операцій (повітря) ВМС США. Сформував рятувальну місію (кодове ім'я «Зелений Самшит») і особисто залучив Келлі для участі в операції.
- Контрадмірал Казимир Подульський: помічник віцеадмірала Максвелла. Брав участь у плануванні та виконанні операції «Зелений Самшит».
- Адмірал Джеймс Грір: контрадмірал ВМС США, який почав працювати в ЦРУ. Керував операцією «Зелений Самшит», а пізніше залучає Келлі до роботи в ЦРУ.
- Роберт Ріттер: старший керівник відділу операцій ЦРУ. Планував операцію «Зелений Самшит», також залучає Келлі до ЦРУ.
- Волтер «Уоллі» Хікс: помічник спеціального радника з національної безпеки. Ріттер ідентифікував його як «крота» КДБ, хоча він був не агентом, а просто джерелом витоку секретної інформації; був убитий Келлі начебто як смерть від передозування героїну.
- Пітер Хендерсон: помічник Сенатора, він і був «кротом»-агентом КДБ (кодове ім'я «Кассіус»), який повідомив КДБ і зірвав операцію «Зелений Самшит». З'являється також в романі Червоний кролик (2002). Пізніше був спійманий ЦРУ в романі «Полювання за „Червоним Жовтнем“» (1984) і став подвійним агентом. Пізніше йому запропонували звільнитися в романі «Кремлівський кардинал» (1988) через важливість секретної інформації про Радянський Союз, яку він добув.

## Теми
Існує гіпотеза, що Кленсі, пишучи «Без каяття», надихався сюжетом роману Девіда Моррелла «Перша кров» (1972), а також низкою бойовиків, у яких зображені жорстокі та «психовані» ветерани В'єтнаму 1980-х років. Кленсі перевернув кліше, показавши гнів і дії Келлі «просоціальними». Мало того, це дало йому основу, щоб висловити свою критику уряду США за нехтування ветеранами війни у В'єтнамі, які «розуміють мистецтво війни».
Стосовно змісту роману Кленсі сказав: «Центральне питання в цій книзі: що таке справедливість? І як справедливість застосовується? Що, якщо ви опинилися в ситуації, коли було вчинено велику кривду, а закон не відповідає? Тепер ваш обов'язок як громадянина — забути про це і дозволити суспільству в цілому зробити цю помилку, чи ваш обов'язок як громадянина — стати інструментом справедливості, якщо ви можете зробити це в умовах контролю? чи маєте ви моральне право стати знаряддям правосуддя?»

## Розвиток
Кленсі почав працювати над романом «Без каяття» ще у 1971 році. Пізніше, в 1992 році, він повернувся до відкладеної роботи, витративши на роман ще близько чотирьох місяців. Він пояснив процес: «Ви повинні розповісти хорошу історію, якщо люди збираються її прочитати. Я думаю, ви маєте етичне зобов'язання розглядати ці проблеми якомога правдивіше. Отже, у тому, що я роблю, є освітній аспект».
У 1992 році видавництво GP Putnam's Sons заплатило 14 мільйонів доларів за права на видання в Північній Америці, що стало рекордом для однієї книги.

## Рецепція
У комерційному плані книга дебютувала під номером один у списку бестселерів New York Times за тиждень, починаючи з 29 серпня 1993 року.
«Без каяття» отримав загалом позитивні відгуки. Dallas Morning News назвав його «найкращим у містера Кленсі», тоді як San Diego Union-Tribune похвалив його як «нон-стоп емоційні американські гірки». Однак Kirkus Reviews винесла неоднозначний вердикт, заявивши, що це «вдвічі довше, ніж можуть витримати дві досить скрипучі сюжетні лінії, але мільйони бюрократів середнього рівня, прикутих до столу, люблячих дії, чиї авантюрні бажання Кленсі так сумлінно виконує, малоймовірно що скаржитимуться». Publishers Weekly також неоднозначно відгукнувся про це, нарікаючи на «спроби Кленсі раціоналізувати цей аморальний хрестовий похід уривками самоспостереження персонажів, які є або благородними воїнами, або людськими покидьками», а також «недоліками стилю та морального судження»; однак вони погоджуються, що «цьому надто довгому, часто мелодраматичному роману, здається, судилося слідувати за своїми попередниками на вершині списків бестселерів».

## Екранізація
Savoy Pictures вперше придбала права на фільм «Без каяття» незабаром після виходу роману за 2,5 мільйона доларів. Кіану Рівзу запропонували роль Кларка за 7 мільйонів доларів, але він відмовився. Журнал Variety повідомив, що Лоуренс Фішберн і Гері Сініз пізніше були залучені до головних ролей в адаптації, але виробництво було закрито через проблеми зі сценарієм і фінансові проблеми з продюсерською компанією. Розробка фільму тривала роками, поки Крістофер Маккуоррі не підписав контракт з Paramount Pictures, щоб завершити екранізацію в 2012 році. Парамаунт запросила Тома Харді зіграти Кларка, а Кевін Костнер мав повторити роль наставника Вільяма Харпера з іншого фільму, заснованого на Кленсі, «Джек Райан: Тіньовий рекрут» (2014), але цю версію було скасовано.
У 2017 році Аківа Голдсман уклав контракт із тією ж студією, щоб створити ще одну екранізацію з Кларком у головній ролі оперативника з позивним Райдуга Шість. Майкл Б. Джордан гратиме персонажа у двосерійній серії фільмів, що складається з фільмів «Без докорів сумління» та «Райдуга шість», а продюсерами є Голдсман, Джордан, Джош Аппельбаум та Андре Немек. Режисером фільму був найнятий Стефано Солліма. Пізніше Тейлор Шерідан був запрошений переписати сценарій. Tom Clancy's Without Remorse вийшов на Prime Video 30 квітня 2021 року.